# Аглос
А́глос — посёлок в Аксайском районе Ростовской области. Входит в состав Рассветовского сельского поселения.

## География
Расположен в 15 км (по дорогам) севернее районного центра — города Аксай.
На хуторе имеется одна улица: Дачная.
Рядом с посёлком проходит дорога М4 «Дон».

## Население
| 1989 | 2002 | 2010 |
| ---- | ---- | ---- |
| 84   | ↘67  | ↗86  |